# 문근영
문근영(文瑾瑩, 1987년 5월 6일~)은 대한민국의 배우이고, 1999년에 데뷔하여 2000년 KBS 드라마 《가을동화》에 아역으로 출연하면서 주목을 받았다.
이후 KBS 드라마 《명성황후》, 《아내》, 영화 《연애소설》에 출연했다. 2003년 《장화, 홍련》으로 청룡영화상 신인여우상 후보에 올랐으며, 이듬해 《어린 신부》로 대종상 신인여우상을 수상했다. 2005년에는 《댄서의 순정》에 출연하여 대종상 여우주연상 후보에 올랐고, 황금촬영상 최우수여우상을 수상했다. 《어린 신부》와 《댄서의 순정》에 출연한 후 ‘국민 여동생’ 신드롬을 일으키며 큰 인기를 얻었다. 2008년 SBS 드라마 《바람의 화원》으로 《SBS 연기대상》에서 대상을 수상하며 국민 여동생에서 성인 연기자로 거듭났다는 평가를 받았고, 2010년에는 KBS 드라마 《신데렐라 언니》와 《매리는 외박중》으로 KBS 연기대상에서 최우수연기상을 수상했다.

## 생애
문근영은 1987년 5월 6일 대한민국 광주직할시 북구 매곡동에서 공무원인 아버지 문홍근씨와 어머니 류선영씨의 2녀 중 첫째로 태어났다. 부모님이 모두 직장에 다녀 어린시절 외할머니(신애덕)의 손에 자랐다. 광주 매곡초등학교 3학년 때 학교에서 연극 《백설 공주와 일곱 난쟁이》에 난쟁이 역으로 출연한 후 연기에 흥미를 느껴 배우가 되겠다는 생각을 하였다. 부모님께 연기학원에 보내달라고 했으나, 불행한 가족사 때문에 그녀가 상처를 받을 것을 우려한 어머니의 반대에 부딪힌다. 그러나 이후 문근영의 거듭된 요청에 그녀의 어머니는 당시 새정치국민회의의 대통령 후보였던 김대중이 당선되면 연기학원에 보내주겠다고 약속하였다. 김대중 후보가 당선되지 않을 것으로 보고 한 약속이었으나, 결국 그가 대통령에 당선되면서 문근영은 연기학원에 다닐 수 있게 되었다. 광주에서 연기학원을 1년 정도 다녔는데, 당시 프로필 사진이 방송국에 전해지면서 1999년 1월 KBS 《TV는 사랑을 싣고》에 야구선수 박재홍의 초등학교 시절 첫사랑 대역으로 출연한 것이 그녀의 첫 방송 출연이었다.

## 학력
- 2000년 매곡초등학교 (졸업)
- 2003년 우산중학교 (졸업)
- 2006년 국제고등학교 (졸업)
- 2010년 성균관대학교 국어국문학과 (졸업)

## 경력

### 초기 활동
문근영은 같은 해인 1999년 다큐멘터리 영화 《길 위에서》에 주연으로 캐스팅되면서 본격적으로 연기자의 길에 들어서게 되었다. 이후 KBS 어린이 드라마 《누룽지 선생과 감자 일곱개》를 거쳐, 2000년에는 KBS 월화드라마 《가을동화》에 은서(송혜교 분)의 어린시절 역으로 출연하여, 그해 《KBS 연기대상》에서 청소년상을 수상했다. 이 무렵 그녀는 2000년과 2001년 MBC 《음악캠프》에 VJ로 출연하여 가요 순위를 소개하는 역할을 하기도 했고, 2001년 KBS 어린이 프로그램 《동화나라 꿈동산》에서 꾸미언니로 진행을 맡기도 했다. 2001년 문근영은 KBS 수목드라마 《명성황후》에 명성황후의 어린시절 역으로 출연하였다. 이후 2002년 영화 《연애소설》에서 이지환(차태현 분)의 여동생 이지윤 역으로 출연하였고, 2003년 KBS 월화드라마 《아내》에 한상진(유동근 분)과 김나영(김희애 분)의 딸 한민주 역으로 출연하였다.
한편 문근영은 우산중학교와 이후 국제고등학교 시절 KBS 1TV의《도전! 골든벨》에 참가하여 광주와 서울을 오가며 연기 활동을 했는데, 직장에 다니는 부모님을 대신하여 외할머니가 그녀의 뒷바라지를 했다. 문근영은 이후 외할머니를 가장 존경하는 사람으로 꼽기도 했다.

### 국민 여동생
2003년 문근영은 김지운 감독의 영화 《장화, 홍련》에 임수정, 염정아, 김갑수와 같이 주연으로 출연했다. 이 작품에서 그녀는 배수미 (임수정 분)의 여동생 배수연 역을 연기하여, 제24회 청룡영화상 신인여우상 후보에 올랐다.
이듬해인 2004년 문근영은 영화 《어린 신부》에서 할아버지끼리의 약속때문에 16살의 나이에 24살의 대학생 박상민 (김래원 분)과 결혼하게 되는 여고 1학년 학생 서보은을 연기했다. 《어린 신부》는 전국관객 310만 명을 동원하며 흥행에 성공하였고, 또 같은 해 제12회 춘사나운규영화예술제에서 신인여우상을, 제25회 청룡영화상 시상식에서 인기스타상을 수상했다. 2005년에는 영화 《댄서의 순정》에 박건형 (나영새 역)의 상대역인 조선족 소녀 장채린 역으로 출연하였다. 이 작품은 약 220만 관객을 기록했으며, 그녀는 제42회 대종상영화제 여우주연상 후보에 올라 인기상을 받았고, 이듬해 제29회 황금촬영상 시상식에서 최우수여우상을 수상했다. 《댄서의 순정》의 개봉을 앞두고 있던 시기에 문근영은 언론으로부터 ‘국민 여동생’이라는 애칭으로 불리게 되는데, 이후 문근영은 이 용어가 그녀의 순수한 이미지와 맞물려 급속도로 확산되면서 폭발적인 인기를 얻게 된다. 이 시기 문근영의 대중성과 인기는 대단해서 언론으로부터 ‘안티가 없다’는 소리를 들을 정도였다.

### 대학 재학 중 활동
2006년 성균관대학교 인문과학계열(이후 국어국문학 전공)에 진학한 문근영은, 같은 해 일본 드라마를 원작으로 한 영화 《사랑따윈 필요없어》에 김주혁(줄리앙 역)의 상대역인 시각 장애를 가진 대부호의 상속녀 류민 역으로 출연했다. 이 작품은 흥행하지 못하고, 약 55만 명의 관객을 동원하는 데 그쳤다.
이후 문근영은 1년여간을 주로 학업에 열중하면서 보냈다. 2008년 그녀는 드라마 출연을 위해 학교를 휴학하고, SBS 수목드라마 《바람의 화원》에서 신윤복 역을 맡으며, 2003년 KBS 드라마 《아내》 이후 5년만에 텔레비전 드라마에 출연하였다. 문근영 외에도 박신양, 류승룡, 배수빈, 문채원 등이 출연한 《바람의 화원》은 같은 시간대 수목극 중 제일 낮은 10% 초중반대의 시청률을 기록하였으나, 언론으로부터 명품 드라마라 불리며 호평을 받았고, 열성팬들을 낳기도 했다. 문근영 또한 이 드라마를 통해 국민 여동생에서 성인 연기자로 거듭났다는 평가를 받았다. 이 작품으로 그녀는 2008년 《SBS 연기대상》에서 대상을 수상했고, 10대스타상과 베스트커플상(문채원과 수상)도 받았다. 또 제45회 백상예술대상 시상식에서도 TV부문 여자 최우수연기상을 수상했다.
2009년 복학해 학업에 매진한 문근영은 이듬해인 2010년 KBS 수목드라마 《신데렐라 언니》에 캐스팅된 후 연기 활동을 위해 재차 휴학을 했다. 천정명, 서우, 택연 등과 같이 출연한 《신데렐라 언니》에서 그녀는 기존의 귀여운 이미지를 탈피, 까칠하고 냉소적인 송은조 역으로 연기 변신에 성공, 호평을 받았다. 이 작품은 20회가 방송되는 10주 내내 같은 시간대 수목극 중 시청률 1위 자리를 지키며 인기를 끌었다. 같은 해 8월에는 연극 《클로져》에서 스트립 댄서 앨리스 역을 맡아 연극 무대에 도전하였는데, 연이은 전석 매진을 기록하였다. 11월에는 만화가 원수연의 동명 웹툰을 원작으로 한 KBS 월화드라마 《매리는 외박중》에 장근석, 김재욱, 김효진 등과 함께 출연하여 두 명의 남자와 이중 결혼을 하게 되는 위매리를 연기했다. 그러나 이 드라마는 방송 내내 한자리대의 부진한 시청률을 기록하며 시청자들의 관심을 끌지 못하였다. 문근영은 《신데렐라 언니》와 《매리는 외박중》 두 작품으로 2010년 《KBS 연기대상》에서 최우수연기상, 인기상, 베스트커플상(장근석과 수상)을 수상했다. 2011년 문근영은 성균관대에 복학하였으며, 다음해인 2012년 8월 대학교 과정을 수료하였다.

### 이후의 활동
2012년 12월 문근영은 SBS 주말드라마 《청담동 앨리스》에 박시후 (차승조/쟝띠엘샤 역)의 상대역인 ‘청담동 며느리’가 되기 위해 분투하는 한세경 역으로 출연하며 2년여만에 안방극장에 복귀했다. 이 작품에서 문근영은 그녀가 연기한 한세경 역에 어울리지 않는다는 비판을 받았다. 《청담동 앨리스》는 마지막 회에서 최고 시청률 16.6%(닐슨 전국)를 기록하며 종영하였다. 이후 문근영은 MBC 월화드라마 《불의 여신 정이》에 주연인 유정 역으로 캐스팅되면서 2008년 《바람의 화원》 이후 5년 만에 다시 사극에 출연하게 되었다. 조선 최초의 여성 사기장 백파선(극 중 유정)을 모델로 한 이 작품은 2013년 7월 1일부터 10월 22일까지 총 32회에 걸쳐 방송되었다.

## 자선 활동
문근영은 평소 다양한 기부와 후원 활동으로 언론으로부터 ‘기부 천사’로 불리었다. 그녀는 영화 《장화, 홍련》으로 본격적으로 이름을 알린 2003년부터 사회복지공동모금회, 빛고을장학재단 등에 꾸준히 기부를 해왔다. 실제 2008년 사회복지공동모금회는 2003년부터 2008년까지 총 8억5천만원을 기부한 익명의 개인 최고액 기부자가 문근영임을 밝혔고, 2009년 빛고을장학재단도 2003년부터 2005년까지 그녀가 총 1억원을 기부한 개인 최고액 기부자임을 밝혔다. 그녀는 어머니를 통해 독서운동단체인 행복한아침독서에도 2005년부터 3년간 약 1억원의 돈을 기부했다. 또 2006년 오스트레일리아(호주) 시드니의 한국학교를 방문한 후 4년간 수천여권의 책을 기부하였고, 이후 한글사랑도서관 건립 비용으로 1억원을 기부했다. 그녀는 문을 닫을 위기에 놓인 해남 땅끝공부방에 2006년 땅을 매입해서 다음해에 건물을 지어주기도 했다. 문근영은 이 외에도 2003년 광주국제영화제에 1천만원을 후원하였다.
2016년 1월 문근영이 사회복지공동모금회에 지난 13년간 기부해 온 금액이 총 9억3천여만 원에 이르며, 사회복지공동모금회의 고액 기부자 클럽인 아너 소사이어티의 178번째 회원임이 알려졌다. 사회복지공동모금회 관계자는 “문근영 씨는 꾸준히 기부했던 고액기부자 중 한 명이다. 익명으로 기부를 해왔으나, 2015년부터 아너 소사이어티 회원으로 얼굴을 공개하게 됐다.”고 말했다.

## 드라마
- 1999년 KBS2 어린이 드라마 《누룽지 선생과 감자 일곱개》 ... 한미소 역 (58회부터 합류)
- 2000년 KBS2 월화드라마 《가을동화》 ... 어린 은서 역 (송혜교 아역)
- 2000년 KBS2 드라마시티 《동시상영》
- 2000년 ~ 2001년 SBS 주말 특별기획 드라마 《메디컬 센터》 ... 정지나 역
- 2001년 KBS2 수목 대하드라마 《명성황후》 ... 민자영 역
- 2001년 KBS2 월화드라마 《인생은 아름다워》 ... 어린 유수정 역 (윤해영 아역)
- 2003년 KBS2 월화 특별기획 드라마 《아내》 ... 한민주 역
- 2008년 SBS 수목 특별기획 드라마 《바람의 화원》 ... 신윤복 역
- 2010년 KBS2 수목 특별기획 드라마 《신데렐라 언니》 ... 송은조 / 구은조 역
- 2010년 KBS2 월화드라마 《매리는 외박중》 ... 위매리 역
- 2012년 ~ 2013년 SBS 주말드라마 《청담동 앨리스》 ... 한세경 역
- 2013년 MBC 월화 특별기획 드라마 《불의 여신 정이》 ... 유정 역
- 2015년 SBS 드라마스페셜 《마을 - 아치아라의 비밀》 ... 한소윤 역
- 2016년 tvN 금토드라마 《안투라지》 ... (특별출연) 역
- 2019년 tvN 월화드라마 《유령을 잡아라!》 ... 유령 / 유진 역
- 2024년 Netflix 오리지널 드라마 《지옥 시즌 2》 … 오지원 역

### 영화
| 연도 | 제목              | 역할        | 비고            |
| ---- | ----------------- | ----------- | --------------- |
| 1999 | 길 위에서         |             | 다큐멘터리 영화 |
| 2002 | 연애소설          | 이지윤      |                 |
| 2003 | 장화, 홍련        | 배수연      |                 |
| 2004 | 어린 신부         | 서보은      |                 |
| 2005 | 댄서의 순정       | 장채린      |                 |
| 2006 | 사랑따윈 필요없어 | 류민        |                 |
| 2015 | 사도              | 혜경궁 홍씨 |                 |
| 2017 | 유리정원          | 이재연      |                 |

### 예능
| 연도 | 제목             | 역할   | 방송사 | 비고     |
| ---- | ---------------- | ------ | ------ | -------- |
| 2019 | 선을 넘는 녀석들 | 출연자 | MBC    | 고정출연 |

### 연극
- 2010년 《클로져》 - 앨리스 역[74]
- 2016년 《로미오와 줄리엣》 - 줄리엣 역

### 뮤직비디오
- 〈기도〉 (정일영) - 2000년 KBS 드라마 《가을동화》 OST
- 〈Sadness〉 (정철인) - 2000년
- 〈For 연가〉 (H.O.T.) - 2001년
- 〈나 가거든〉 (조수미) - 2001년 KBS 드라마 《명성황후》,OST
- 〈가슴앓이〉 (지영선) - 2001년
- 〈닮았잖아〉 (이소은) - 2005년
- 〈너 아니면 안돼〉 (예성) - 2010년 KBS 드라마 《신데렐라 언니》 OST

## 예능 프로그램
- 1999년 KBS2 《TV는 사랑을 싣고》- 아역배우 출연(연속 3회)
- 2012년 SBS 《일요일이 좋다-런닝맨》- 게스트 출연(연속 2회)
- 2018년 KBS2 《은밀하고 위대한 동물의 사생활》 - 게스트 출연
- 2019년 MBC 《선을 넘는 녀석들 - 한반도 편》 - 게스트 출연

## 그 외 활동

### 음반
- 2004년 《어린 신부》 OST 참여 (9번 트랙 〈난 아직 사랑을 몰라〉)
- 2005년 《댄서의 순정》 OST 참여 (6번 트랙 〈야래향〉, 16번 트랙 〈그댄 몰라요〉)
- 2010년 자선 음반 러브 트리 프로젝트 참여 (CD1 3번 트랙 〈그 바람 소리〉)[75]

### 홍보대사
- 2003년 제3회 광주국제영화제 홍보대사[76]
- 2004년 제4회 광주국제영화제 홍보대사[77]
- 2004년 연탄은행 홍보대사[78]
- 2005년 교육인적자원부 e-러닝 홍보대사[79]
- 2005년 중앙선거관리위원회 홍보모델[80]

### 기타
- 2018년 지식채널e 타인이 되는 시간, 잘 알지도 못하면서

## CF
- 웅진식품 피앙세
- KTF
- VOV
- 삼성전자 애니콜
- 이니스프리
- KB국민은행
- 롯데칠성음료 2%부족할때
- 서울우유
- CJ제일제당 쁘띠첼
- 미스터피자
- GS칼텍스
- 아이비클럽
- 광동제약 비타500
- 남양유업 떠먹는 불가리스
- 이마트
- 동국제약 오라메디

## 가족 관계
- 아버지 : 문홍근
- 어머니 : 류선영
- 언니동생 : 문지영

### 내용주
1. ↑  문근영의 외할아버지는 통일운동가 류낙진（柳洛鎭）씨이다.[8] 5·18 민중항쟁에 참여한 류낙진씨의 동생 영선씨가 80년 5월27일 새벽 전남도청을 사수하다 계엄군의 총탄에 숨진.[9][10]